# Кливланд (Јута)
Кливланд (енгл. Cleveland) град је у америчкој савезној држави Јута.

## Демографија
По попису из 2010. године број становника је 464, што је 44 (-8,7%) становника мање него 2000. године.
| Група             | 2000.       | 2010.       |
| Белци             | 493 (97,0%) | 461 (99,4%) |
| Афроамериканци    | 0 (0,0%)    | 0 (0,0%)    |
| Азијати           | 0 (0,0%)    | 1 (0,2%)    |
| Хиспаноамериканци | 3 (0,6%)    | 1 (0,2%)    |
| Укупно            | 508         | 464         |